# آنلی پیبو
آنلی پیبو (انگلیسی: Annely Peebo؛ زادهٔ ۱۶ نوامبر ۱۹۷۱) یک خواننده اهل استونی است.
وی به همراه مارکو ماتوره مجری‌های مسابقه آواز یوروویژن ۲۰۰۲ بوده است.